# Wroughton
Wroughton är en ort och civil parish i Storbritannien.   Den ligger i kommunen Borough of Swindon i riksdelen England, i den södra delen av landet, 120 km väster om huvudstaden London. Wroughton ligger 118 meter över havet och antalet invånare är 7 003.
Terrängen runt Wroughton är platt. Runt Wroughton är det ganska tätbefolkat, med 80 invånare per kvadratkilometer. Närmaste större samhälle är Swindon, 3,9 km norr om Wroughton. Trakten runt Wroughton består till största delen av jordbruksmark.